# حبیبه بنت خارجه
حبیبه بنت خارجه (به عربی: حبيبة بنت خارجة) همسر چهارم ابوبکر بود. او مادر ام کلثوم بنت ابی‌بکر بود.